# Mostní římsa

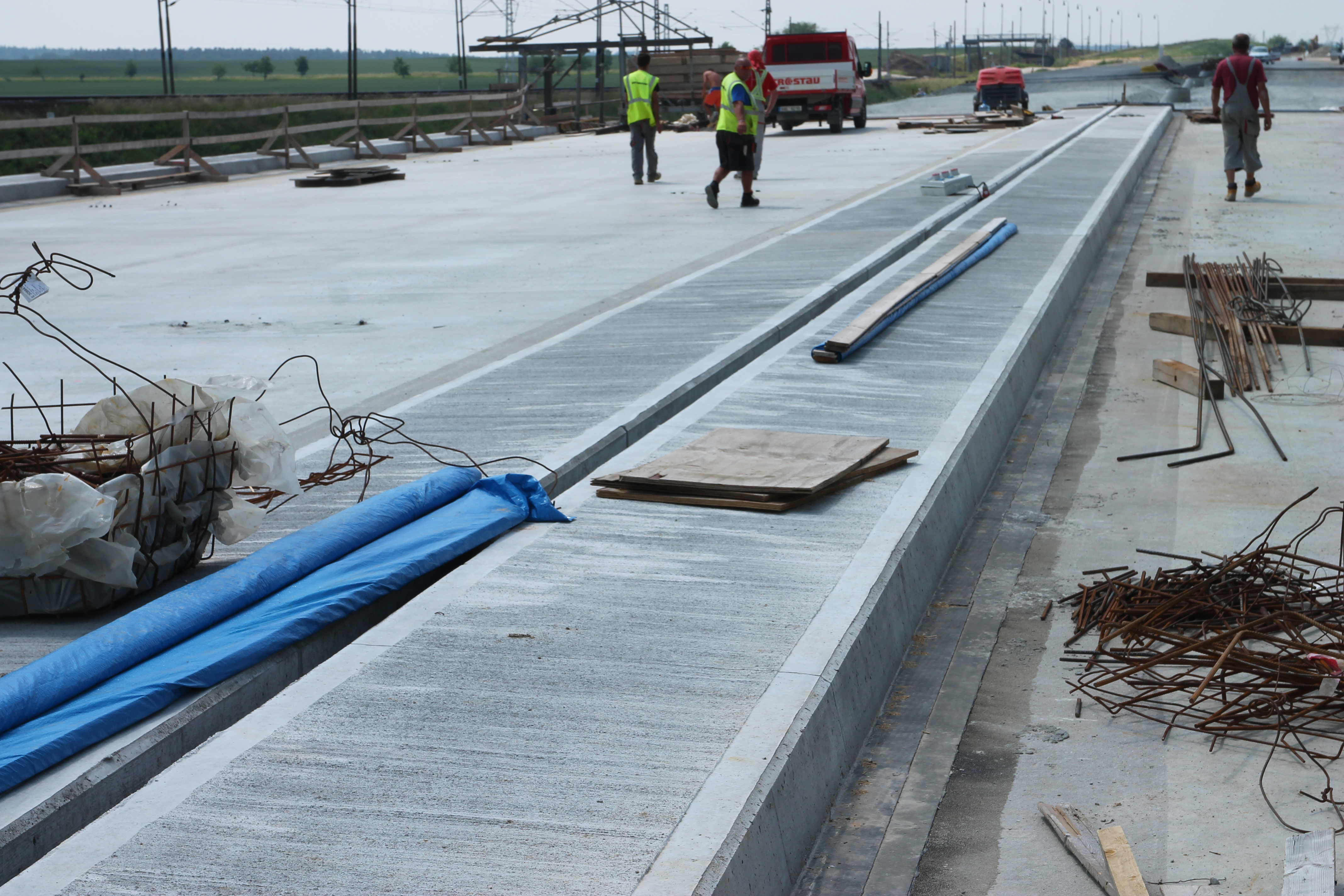
Mostní římsa ve středním dělicím pásu na mostě u Neplachova na D3

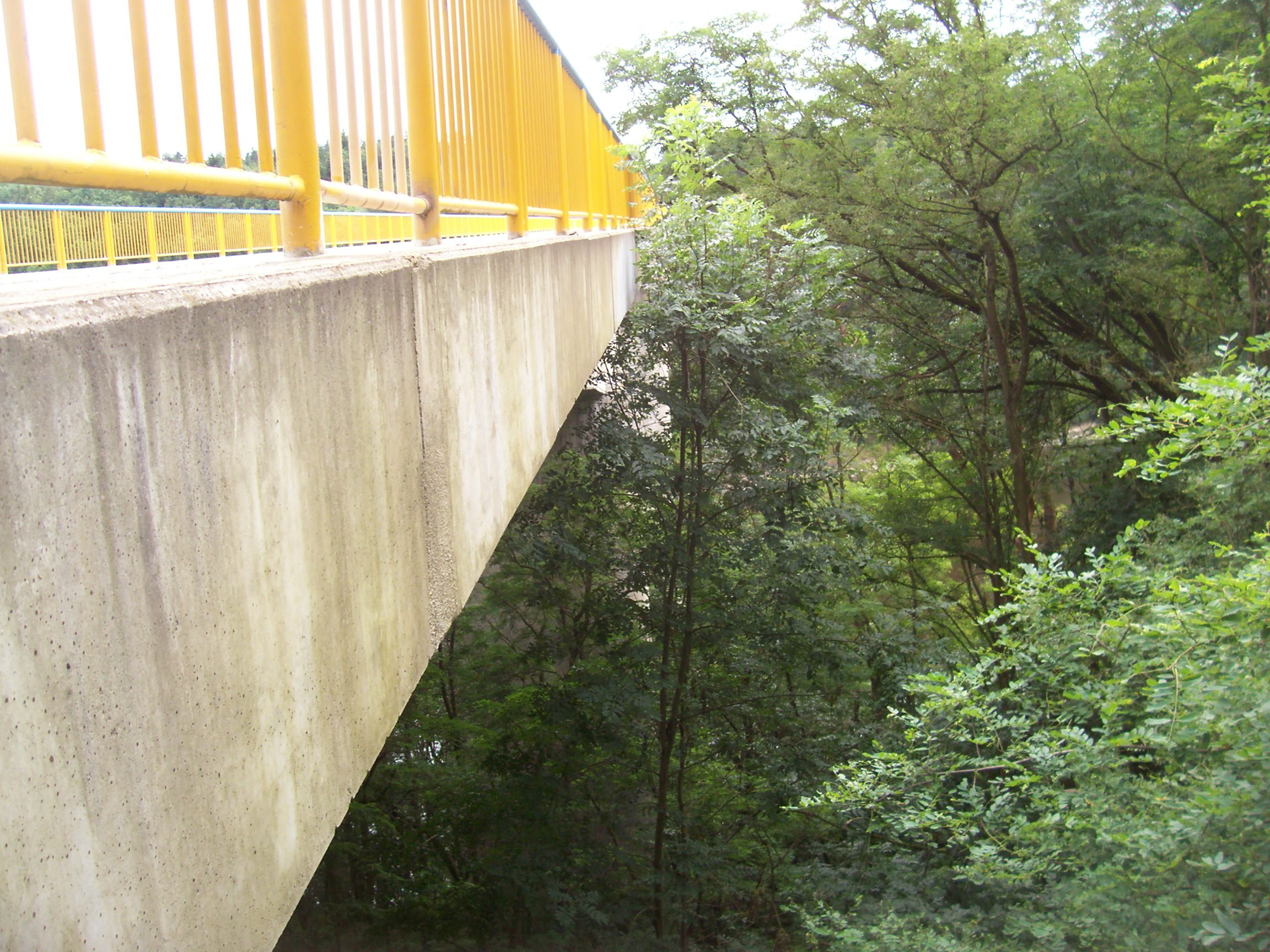
Boční pohled na římsu Zvíkovského vltavského mostu

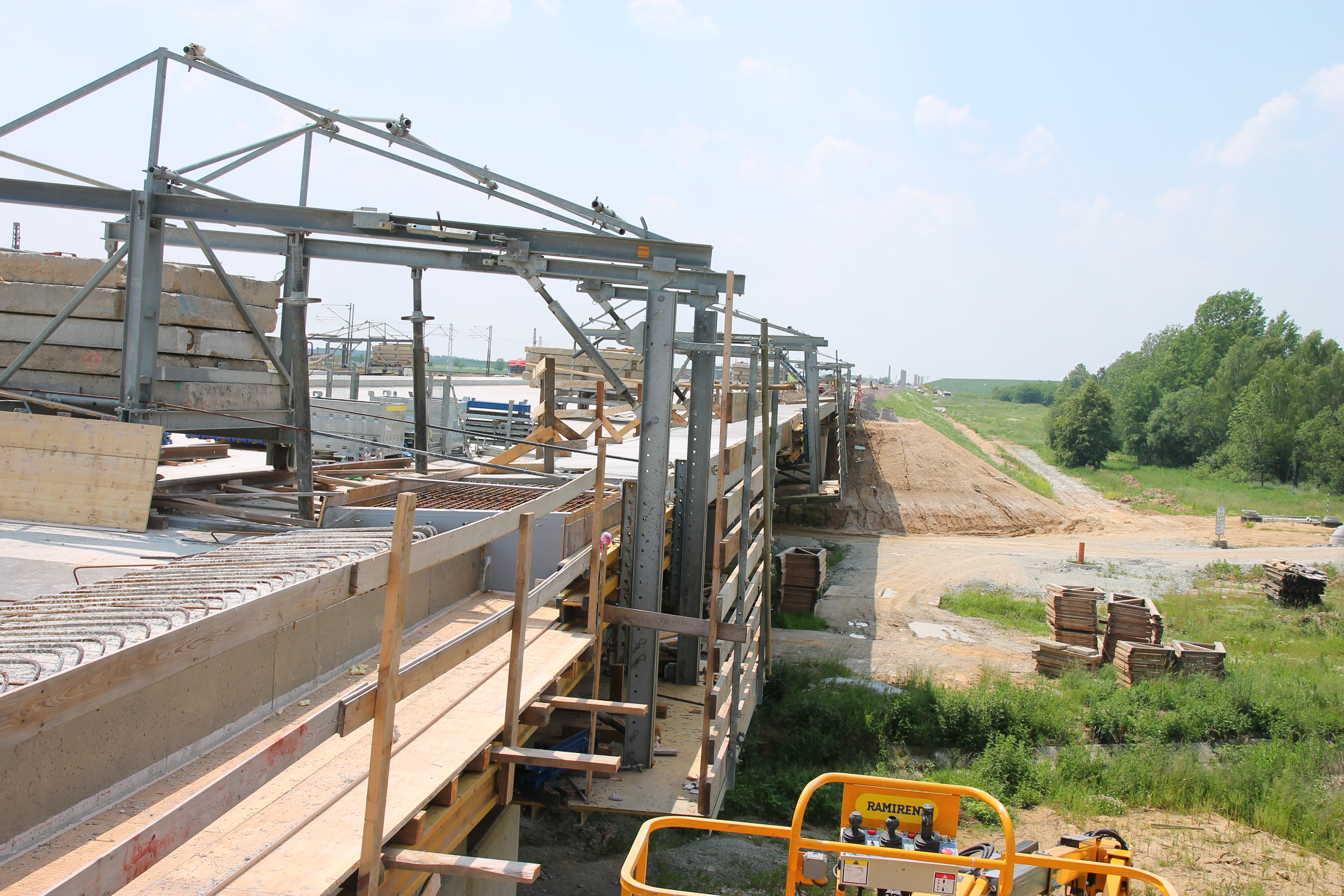
Betonážní vozík pro římsu na mostě u Neplachova

Mostní římsa je prvek mostu, který slouží k uchycení zábradlí či svodidla, aby vytvořilo zvýšenou obrubu na mostech, kde nejsou chodníky, případně římsy jsou součásti chodníků.
Římsy mohou být vyrobeny z prefabrikovaných prvků, či z monolitických. Římsy lze vytvořit i kombinací stavebních prvků.
Aktuálně se používají kombinace prvků, kdy se vybuduje monolitická římsa za použití prefabrikátů. Prefabrikát má tloušťku 100 mm a délku 2000 mm a zajišťuje pohledovou a bednicí funkci. Tyto prefabrikáty mají různou výšku, například 550, 600, či 650 mm. Většinou mají dva druhy třmínků, které vyčnívají – nízký a vysoký. Třmínky zajišťují zakotvení prefabrikátu do monolitické části. Délka kotevních třmínků je 600 mm.
Prefabrikáty říms se ukládají pomocí jeřábu, kdy se vyrovnají jak směrově, tak i výškově, aby měly požadovanou polohu. Třmínky, které vyčnívají, se přivaří ke kotvám římsy. Vzdálenost mezi osami kotev a lící nosné konstrukce je mezí 230 a 400 mm.